# Metacercops
Metacercops är ett släkte av fjärilar. Metacercops ingår i familjen styltmalar.
Kladogram enligt Catalogue of Life:
| Metacercops | \| \| Metacercops cuphomorpha \| \| \| \| \| \| Metacercops hexactis \| \| \| \| \| \| Metacercops praestricta \| \| \| \| |
|             | \| \| Metacercops cuphomorpha \| \| \| \| \| \| Metacercops hexactis \| \| \| \| \| \| Metacercops praestricta \| \| \| \| |
|             | Metacercops cuphomorpha |
|             | |
|             | Metacercops hexactis |
|             | |
|             | Metacercops praestricta |
|             | |